# Arrondissement de la Colline Moran
Moranbong-guyŏk ou Arrondissement de la Colline Moran (Hangeul: 모란봉구역; Hanja: 牡丹峰區域), est l'un des 19 arrondissements de l'agglomération de Pyongyang. 

## Divisions administratives
L'arrondissement de la Colline Moran est constitué de dix-sept quartiers :
- Changhyon (hangeul : 장현동 hanja : 長峴洞), 조선백학무역회사, 조선준마상사
- Chinhung (hangeul : 진흥동 hanja : 進興洞), anciennement  Chwihung (취흥리)
- Chonsung (hangeul : 전승동 hanja : 戰勝洞), 조선향암천무역회사, 평양전승무역회사
- Chonu ou Camarade (hangeul : 전우동 hanja : 戰友洞)
- Hungbu (hangeul : 흥부동 hanja : 興富洞)
- Inhung-1 (hangeul : 인흥 1동 hanja : 仁興 1洞), 조선구룡강무역회사, 조선청수무역회사(?)
- Inhung-2 (hangeul : 인흥 2동 hanja : 仁興 2洞),où se trouve notamment l'Usine de Fabrication de tabc Teabong (hangeul : 내고향담배공장),조선청수무역회사(?)
- Kaeson ou Retour triomphal (hangeul : 개선동 hanja : 凱旋洞), 조선산업무역기술회사, 조선평신무역회사
- Kinmaul-1 ou Long quartier-1 (hangeul : 긴마을 1동 hanja : 긴마을 1洞), anciennement Hangmi(hangeul : 항미동 hanja : 抗美洞), 조선근명무역회사, 조선석천무역회사, 조선선봉무역총회사, 조선외국선박사업회사, 조선해양수입회사
- Kinmaul-2 ou Long quartier-2 (hangeul : 긴마을 2동 hanja : 긴마을 2洞)
- Minhung (hangeul : 민흥동 hanja : 民興洞), 조선문필무역회사
- Pipa-1 (hangeul : 비파 1동 hanja : 琵琶 1洞)
- Pipa-2 (hangeul : 비파 2동 hanja : 琵琶 2洞)
- Puksae (hangeul : 북새동 hanja : 北塞洞)
- Sohung (hangeul : 서흥동 hanja : 西興洞), 조선도자기무역회사, 조선오륜무역총회사
- Songbuk (hangeul : 성북동 hanja : 城北洞)
- Wolhyang (hangeul : 월향동 hanja : 月香洞)